# Ökonomik in Antike und Mittelalter
Die Ökonomik in Antike und Mittelalter bezeichnet die Lehre vom Haus (altgriechisch oikos), welche „alle Tätigkeiten und zwischenmenschlichen Beziehungen in diesem, das Verhältnis von Mann und Frau, Eltern und Kindern, Herr und Gesinde“ behandelt, und ist damit ein Teilgebiet der Ethik im Rahmen der antiken und mittelalterlichen Philosophie. Im Gegensatz zum modernen Verständnis von Ökonomie stehen in vorindustrieller Zeit nicht wirtschaftliche Aspekte im Vordergrund, sondern die verschiedenen personalen Beziehungen und Bereiche in einem Haus.

## Die Lehre vom Haus

### Der Begriff „Haus“
Im Mittelpunkt der antiken und mittelalterlichen Ökonomik steht der Begriff des οἶκος (Oikos, griech.: Haus). Er bezeichnet sowohl das materielle Haus im Sinne von „Gebäude“ als auch die Personengemeinschaft innerhalb eines Haushaltes sowie die damit zusammenhängenden wirtschaftlichen Güter. Der Gegenstand der Ökonomik war also ein sehr breitgefächerter: er enthielt pädagogische, ethische, soziologische, medizinische, wirtschaftliche und landwirtschaftliche Aspekte. Die zentrale Stellung des Begriffs „Haus“, die sich aus der agrarischen Subsistenzwirtschaft vorindustrieller Gesellschaften erklärt, diente dabei als die einigende Idee, unter der all die genannten Fragestellungen betrachtet wurden.
Siehe auch: Ganzes Haus

### Personengemeinschaften im Haus
Die vorindustrielle Ökonomik gliedert das Haus in drei funktionale Oppositionen von Personen, wobei davon ausgegangen wird, dass diese Oppositionen in sich hierarchisch geordnet sind. Gerade durch diese Ungleichheit entstehe jedoch eine gewisse Harmonie und Aufgabenteilung innerhalb des Hauses.
1) Mann und Frau: Sowohl in aristotelischer als auch in christlicher Tradition wurde der Mann als das Oberhaupt der Frau angesehen, die Frau dagegen als schwächliches, triebgesteuertes Wesen, das der Führung des Mannes bedarf (siehe auch: Geschlechterrolle). In den Ökonomiken wurde aufgrund dieser Rollenvorstellungen den Frauen als Wirkungsbereich das Innere des Hauses zugeschrieben: die Sorge um die Familie, Ernährung, Kleidung etc. Dem Mann dagegen waren die Aktivitäten außerhalb des Hauses vorbehalten: für den Unterhalt der Familie zu sorgen, Geschäfte zu tätigen, politische Rechte wahrzunehmen und nicht zuletzt die Ehre des Hauses zu vertreten.
2) Eltern und Kinder: Dieser Teil der Ökonomiken beinhaltet zum einen häufig medizinische Überlegungen zu Fragen der Zeugung sowie zur Ernährung und Behandlung von Kindern (zum Beispiel Stillen, Wickeln). Zum anderen wird diese Personengemeinschaft unter dem Aspekt von Erziehung und berufs- oder standesbezogener Ausbildung behandelt.
3) Herr und Gesinde: Die dritte der häuslichen personalen Oppositionen ist die zwischen den Befehlenden (also dem Hausherrn und, ihm untergeordnet, auch der Hausherrin) und den Befehlsempfängern (je nach Rang des Hauses Ministeriale und Vasallen oder einfache Knechte und Mägde). Bei dieser Gruppe hat sich im Laufe der Geschichte durch den christlichen Einfluss und den ritterlichen Ethos des Mittelalters eine Aufwertung der Befehlsempfänger ergeben. Waren diese bei Aristoteles noch Sklaven, beseelter Besitz des Herrn, trat in mittelalterlicher Zeit das Element des freiwilligen „Dienstes“ stärker in den Vordergrund.

### Formen von Besitz und Wirtschaft
Daneben befassen sich vormoderne Ökonomiken häufig in einem vierten Teil mit den verschiedenen Formen von Besitz in einem Haus und den Möglichkeiten, diesen zu erwerben. Aus diesem Teilbereich heraus haben sich im Zuge der Abkehr von bäuerlicher Subsistenzwirtschaft und der Hinwendung zu den Erwerbsformen von Handwerk und Handel in der Neuzeit die modernen Wirtschaftswissenschaften entwickelt. Mit diesem grundsätzlichen Wandel der sozialwirtschaftlichen Struktur ging auch eine Neubewertung von Geld und Tausch einher: sah Aristoteles die Geldwirtschaft noch als eine illegitime Form des Lebensunterhalts, zeigen sich bereits im Spätmittelalter neue Orientierungen angesichts der Bedeutung des damaligen Fernhandels.

## Historische Entwicklung

### Ursprünge der Ökonomik in der Antike
Die ökonomische Literatur war in der griechischen Antike eine weit verbreitete Gattung. Sie geht zurück auf die aristotelische Dreiteilung der Moralphilosophie in eine Lehre vom einzelnen Menschen, eine Lehre vom Hause und eine Lehre vom Staat (Politik). Neben Aristoteles befassten sich Philosophen aller großen Schulen mit ökonomischen Fragestellungen: der Sokratiker Xenophon, der Akademiker Xenokrates, der Kyniker Antisthenes, bis hin zu Epikureern, Stoikern und dem Neupythagoreer Bryson.

### Rezeption durch Römer, Christen und Araber
Neben der relativ schwachen Rezeption ökonomischen Gedankenguts durch römische Autoren und einigen Belegstellen in der Bibel (vor allem in den Paulusbriefen) war es vor allem die arabische Wissenschaft, die die ökonomische Tradition (gestützt auf die Ökonomik des Bryson) aufgegriffen und weitergeführt hat.

### Ökonomische Literatur im Mittelalter
Über den arabischen Überlieferungsstrang wurden diese Gedanken in lateinischer Übersetzung (vor allem durch die bedeutenden Übersetzerschulen wie Toledo, Montpellier oder Palermo) der abendländischen Wissenschaft wieder zugänglich gemacht. Die bislang in Europa unbekannten Schriften des Aristoteles sowie seiner arabischen Kommentatoren konnten in den Universitäten (in Bezug auf ökonomisches Denken vor allem an der Universität Paris) wieder rezipiert werden.
Neben diesem neuen Zugang zu altem Wissen spielten auch wirtschaftliche und soziale Veränderungen eine gewisse Rolle für den Aufschwung ökonomischen Schrifttums. Bevölkerungswachstum, zunehmende Arbeitsteilung und die Ausbreitung neuer Wirtschaftsformen führten zu einer größeren Notwendigkeit, das Verhalten und die Kompetenzen der Mitglieder eines Haushaltes zu regulieren.
Als erste dieser mittelalterlichen ökonomischen Schriften gilt das Speculum doctrinale, der dritte Band des enzyklopädischen Speculum maius (1256) des Vinzenz von Beauvais. Um 1280 schrieb der Augustinereremit Aegidius Romanus seinen Fürstenspiegel De regimine principum, der ebenfalls ökonomisch ausgerichtet ist. Die größte umfassendste dieser ökonomischen Schriften schließlich war die Yconomica (1348–1352) des Regensburger Domherren Konrad von Megenberg, der darin die gesamte Gesellschaft in Kategorien des Hauses beschreibt.